# 참넓적사슴벌레
참넓적사슴벌레는 사슴벌레과의 곤충이다. 몸길이는 수컷이 19~60mm, 암컷이 18~32mm다. 넓적사슴벌레와 비슷하나 딱지날개의 광택이 강하고 큰턱이 바깥쪽에서 안쪽으로 더 둥글게 굽었다. 뒷다리의 종아리마디에는 이빨모양의 돌기가 없다. 성충은 6~8월에 가장 많이 활동하고, 상수리나무의 수액에 모여든다. 암컷은 썩은 나무에 산란하고, 성충으로 월동한다.
평균수명은 넓적사슴벌레와 비슷한 1~2년이다. 한국, 중국, 일본에 분포한다.

## 아종
- Dorcus consentaneus consentaneus (Albers, 1886) - 한반도 전역, 제주도, 대마도

수컷 24.3~53.9mm(큰턱 포함), 암컷 20~26mm
- D. c. akahorii Tsukawaki, 1998 - 중국 쓰촨성, 후베이성, 후난성

수컷 29~62.5mm(큰턱 포함, 암컷21.5~29mm